# Dubówka (Ukraina)
Dubówka (ukr. Дубівка, Dubiwka) – wieś na Ukrainie, w obwodzie rówieńskim, w rejonie waraskim, w hromadzie Kanonicze, nad Bereżanką. W 2001 roku liczyła 796 mieszkańców.